# New Plymouth
New Plymouth é a maior cidade da região Taranaki na costa oeste da Ilha Norte da Nova Zelândia. Sua população é de aproximadamente 70.000 habitantes.

## Clima
| Mês                                 | Jan  | Fev  | Mar  | Abr  | Mai  | Jun  | Jul  | Ago  | Set  | Out  | Nov  | Dez  | Ano   |
| ----------------------------------- | ---- | ---- | ---- | ---- | ---- | ---- | ---- | ---- | ---- | ---- | ---- | ---- | ----- |
| Média das temperaturas máximas (°C) | 21,8 | 22,3 | 21,1 | 18,7 | 16,0 | 14,0 | 13,3 | 13,9 | 15,0 | 16,3 | 18,1 | 19,9 | 17,5  |
| Média das temperaturas mínimas (°C) | 13,6 | 13,6 | 12,7 | 10,6 | 8,3  | 6,6  | 5,6  | 6,4  | 7,9  | 9,2  | 10,8 | 12,3 | 9,8   |
| Chuvas (mm)                         | 97   | 95   | 117  | 131  | 124  | 145  | 143  | 127  | 110  | 124  | 108  | 103  | 1.432 |